# スコットランド

スコットランド
Scotland（英語、スコットランド語）
Alba（スコットランド・ゲール語）

国の標語：In My Defens God Me Defend（スコットランド語）
（和訳例）神の守りが我が守り
国歌：スコットランドの花（事実上）
 （他に複数の非公式な国歌的愛唱歌がある。詳細はスコットランドの国歌を参照）

スコットランド（英語: Scotland、スコットランド語: Scotland、スコットランド・ゲール語: Alba）は、イギリスを構成するカントリーの一つである。スコットランド本土は、グレートブリテン島の北3分の1を占め、南東にイングランドとの国境を持ち、北と西に大西洋、北東に北海、南をアイリッシュ海に囲まれている。また、スコットランドには790以上の島々があり、主に北部諸島とヘブリディーズ諸島の群島を中心にしている。

## 概要
843年に成立し1707年5月1日にグレートブリテン王国の一部となった、ヨーロッパ中世初期に独立した主権国家としてのスコットランド (スコットランド王国) に由来するスコットランド政府が管轄する地域。
特有の様々な衣装、称号、その他の象徴が存続しているだけでなく、法制度も独立していて公法・私法ともに管轄権を有する。
法律、教育、宗教、その他の機関が他のカンパニーと異なる形で存在し続け、独自の文化と国民性を継続させた。
1999年、スコットランド議会が再設置（議員129名の一院制）され、国内政策の多くの分野で権限を持っている。
首長は首相で、副首相も置かれる。
英国議会には「スコットランド」として59人の国会議員を擁し、英国・アイルランド評議会のメンバーとして、スコットランド議会の5人の議員を派遣している。
教育、社会サービス、道路、交通などの事項をカバーする限定的な自治権は、スコットランド政府から32の行政区画または地方自治体（スコットランド特有の「カウンシルエリア(council area)」）に委譲されている。人口ではグラスゴー市が、面積ではハイランド州が最大である。

## 地名
スコットランドの名称は、この地を統一したスコット人 (Scots) に由来する。スコットランド・ゲール語では「アルバ (Alba)」と呼ぶ。ラテン語では「カレドニア (Caledonia)」と呼ばれる。
語源については、スコットは古アイルランド語で「荒らす」を指した「スコティ (Scoti)」に由来するとされ、「アルバ」と「カレドニア」は古代に有力だったクランの名に由来するとされる。
漢字では蘇格蘭（スコットランド、そかくらん）と表記される。

## 地理・地質

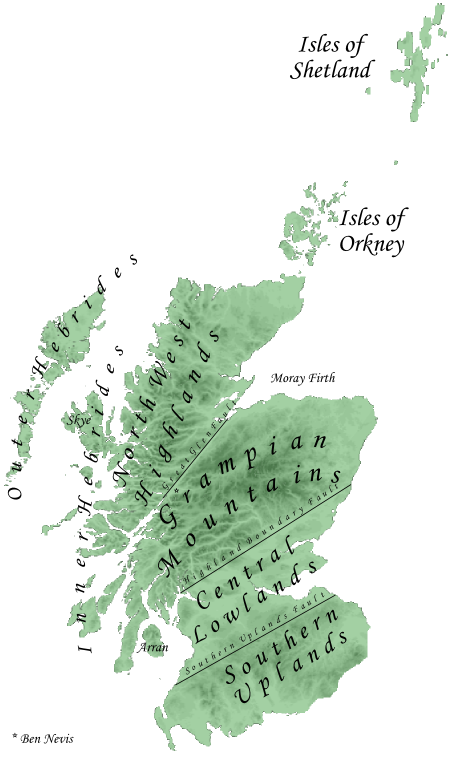
地形区分、島を除く国土は4つに分かれる

スコットランドは、グレートブリテン島の北部3分の1を占め、南部でイングランド国境に接する。東方に北海、北西方向は大西洋、南西方向はノース海峡およびアイリッシュ海に接する。本島と別に790以上の島から構成される。
グレートブリテン島の3分の1を占める北部、およびシェトランド諸島、オークニー諸島、ヘブリディーズ諸島などの島々からなる。南西部のキンタイア半島からアイルランドまで30キロメートル、東海岸からノルウェーまで305キロメートル、北のフェロー諸島まで270キロメートルである。北部（ハイランド）は山岳地帯であり、氷河に削られた丘陵や陸地に食い込んだフィヨルドなど北欧に近い地形である。最高峰ベンネビス山（標高1344メートル）はグランピアン山地西端にある。グレートブリテン島最大の淡水湖であるネス湖もある。地質学的には先カンブリア時代とカンブリア紀の岩石から成り、それらはカレドニア造山運動で隆起した。例外はデボン紀の旧赤色砂岩で主にマレー湾・フォース湾岸に分布する。それに対し、中部（ローランド）は、古生代の岩石から成る谷あいで、産業革命に重要な石炭と鉄鉱石を産出した。火山活動も盛んであった。南部（サザン・アップランド）はシルル紀の岩石が風化されて形成したなだらかな丘陵地帯が続き、イングランドの地形に近い。
グランピアン山地（右図）をマレー湾とアバディーンから南西に伸びて境する大断層があり、北はグレートグレン断層 、南はハイランド境界断層 と呼ばれる。

## 気候
典型的な西岸海洋性気候で、北大西洋海流（メキシコ湾流の延長）と偏西風の影響により緯度の割に比較的穏やかである。年較差が小さく過ごし易い。ただし、稀に－20℃以下になることがあるため、建物は寒さ対策を施した造りとなっている。
- 冬は緯度の割には暖かく、最寒月平均気温は2℃～6℃で、日本の関東中部から北部にかけてと同じぐらいの気温にしか下がらない。
- 夏は最暖月でも14℃～19℃程度と涼しく、日本の北海道西部と同じぐらいの気温にしか上がらない。

## 首都と都市
首都のエディンバラは、スコットランド第2の人口を有する都市であり、ヨーロッパの主要な金融センターの一つである。人口最大の都市であるグラスゴーは大グラスゴーの中心であり、都市圏人口は約150万人に及ぶ。スコットランドの沿岸部は北大西洋および北海に接し、その中心都市であるアバディーンは北海油田の基地となっている。

## 歴史

### 古代

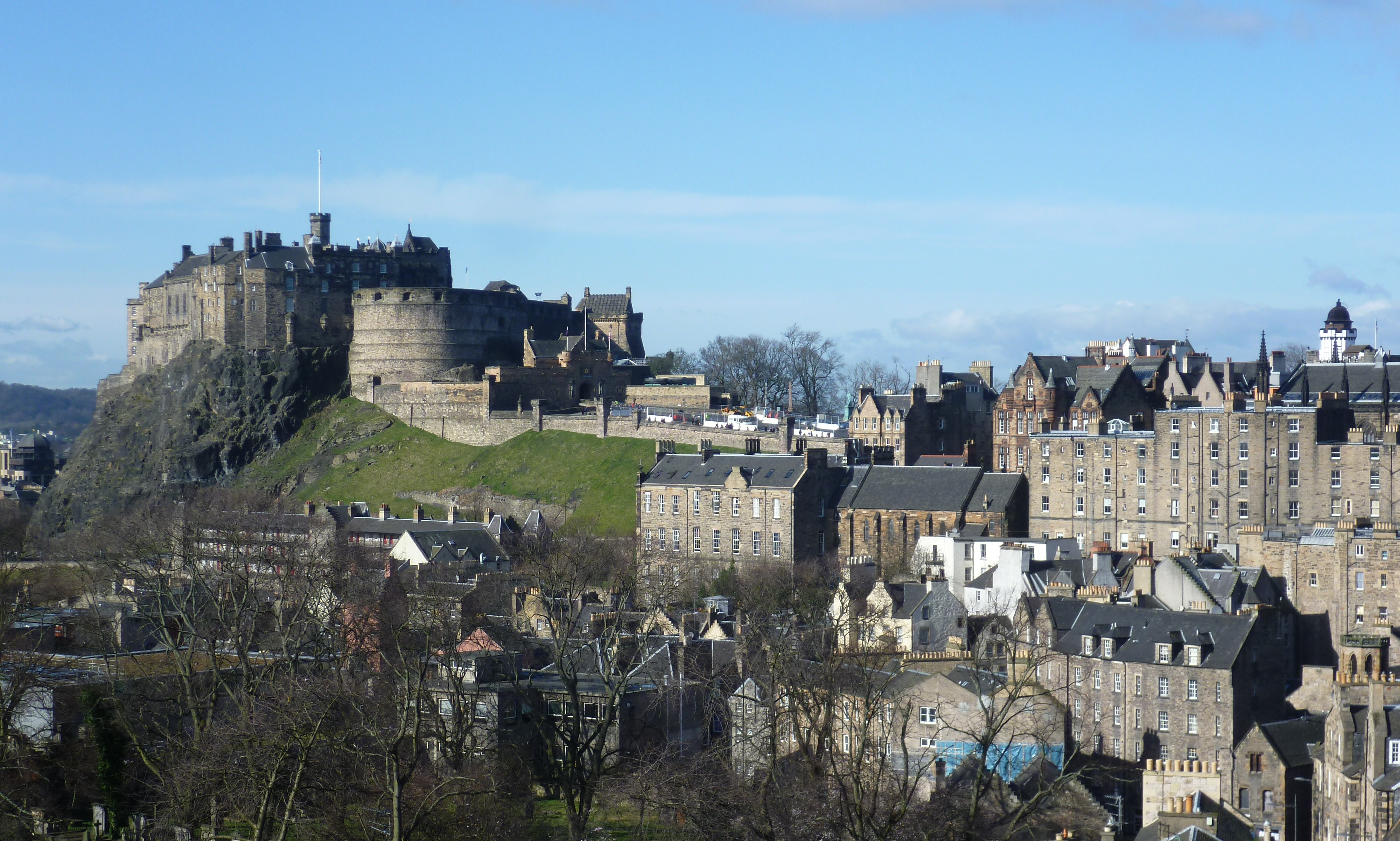
エディンバラ城

紀元前10世紀頃、大陸よりケルト系のピクト人が到来。その後紀元前43年よりローマ帝国が侵入し、現在のスターリングに前線司令部を設置。ハドリアヌスの長城、アントニヌスの長城およびヴィンドランダ要塞などの拠点が築かれた。ローマ軍は、各地の要塞を拠点としながらブリテン島支配を図り、たびたびピクト人との戦いにも勝利したが（グラウピウス山の戦い）、全域を支配するまでには至らなかった。

### 中世
407年のローマ軍撤退後、ブリトン人など諸民族が数波にわたり到来する中、隣のアイルランド島より、現在のスコットランド人の直接祖先となるケルト系スコット人（ゲール族）が到来。スコットランド北西部をスコット人（ダルリアダ王国）、北東部をピクト人（アルバ王国）、南部をブリトン人（ストラスクライド王国）とアングル人（ノーサンブリア王国）が支配し、12世紀頃まで諸民族による勢力均衡・群雄割拠の時代が続いた。また、8世紀頃からヴァイキングが沿岸にたびたび襲来した。
9世紀（伝統的立場では843年）に、ダルリアダ王国のケネス1世がアルバ王国を征服し、スコットランド王国が成立した。1071年、ブリテン島南部イングランド王国を支配するウィリアム征服王が、北部のスコットランド王国への侵攻を開始。以降、両王家には婚姻関係も生まれ、しばしば和議が図られるが、イングランドとスコットランドとの争いはやまず、13世紀から14世紀にかけて長期にわたり、両国間の緊張が続き（スコットランド独立戦争）、1314年にロバート・ブルースがスコットランドの大部分を再征服した（バノックバーンの戦い）。

### 近世

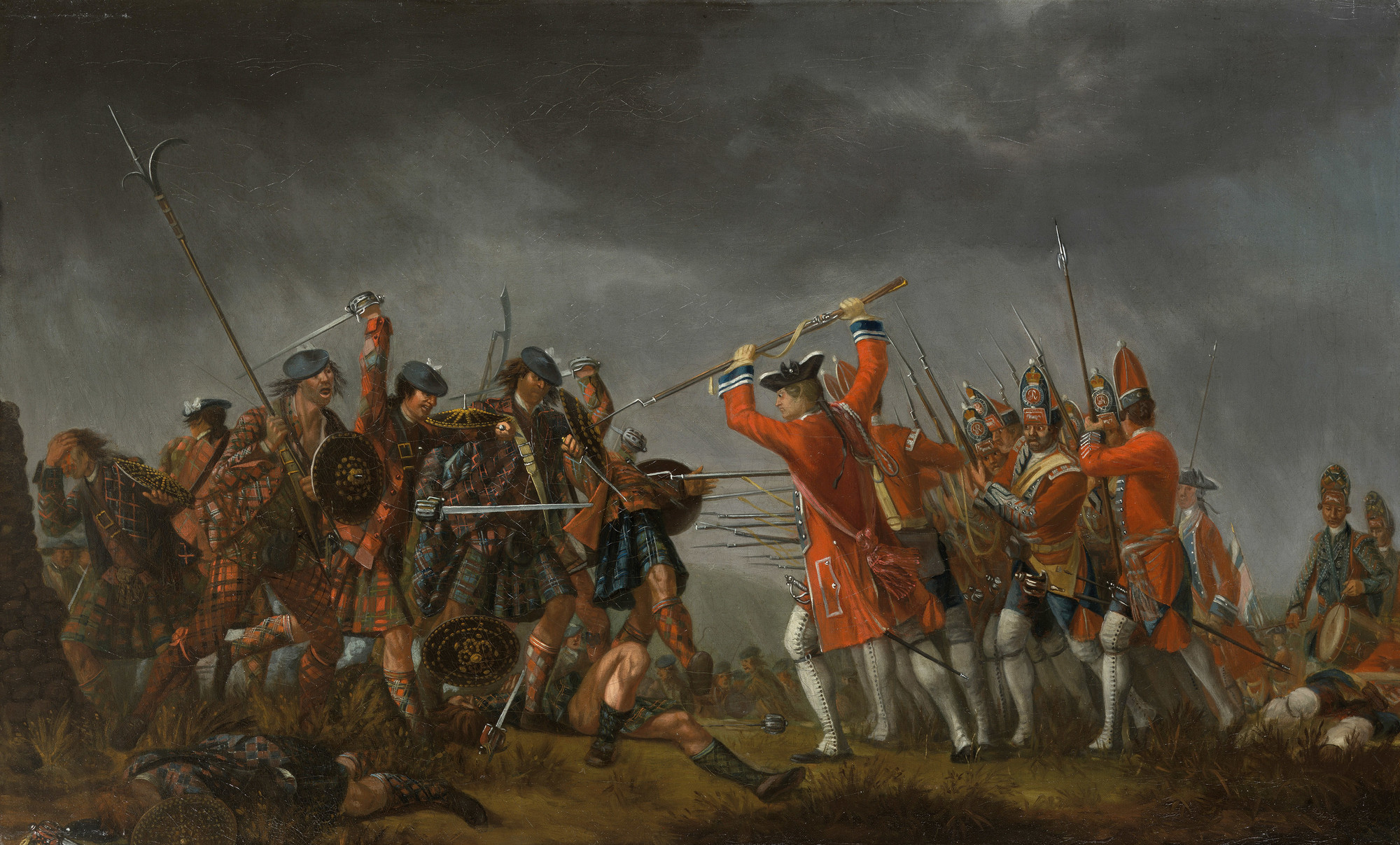
カロデンの戦い

1603年、ステュアート朝のジェームズ6世がイングランド王ジェームズ1世となり、イングランドと同君連合を結ぶ。スコットランドの宗教改革、清教徒革命（主教戦争、三王国戦争（スコットランド内戦、イングランド内戦、アイルランド同盟戦争（アイルランド反乱、アイルランド侵略））、イングランド共和国の成立、イングランド王政復古）。殺戮時代、名誉革命。
1707年には、イングランド王国と合同して、グレートブリテン王国（略称：GB）（又はグレートブリテン連合王国（略称：UK））となる。

### 現代
1999年、スコットランド議会が設置された。これは、権限委譲と分権議会の設置を定めた1998年スコットランド法の改正によって決定されたプロセスである。2007年5月3日の2007年スコットランド議会総選挙でスコットランド国民党 (SNP) が第一党となった。2011年5月5日の2011年スコットランド議会総選挙でSNPが過半数を獲得。
2012年10月15日にEdinburgh Agreementを締結。
2013年11月26日、スコットランド行政府のアレックス・サモンド（Alex Salmond、SNP党首）は、スコットランドの独立の是非を問う住民投票に対する公約となる独立国家スコットランドの青写真「Scotland's Future」を発表。
2014年9月18日、スコットランドの独立の是非を問う住民投票を実施。反対票が55％を占め、独立は否決された。

## 政治
1707年の合同法 (Act of Union) によって、それまで同じ君主を冠してきたものの別々の王国であったイングランド王国とスコットランド王国は合邦し、グレートブリテン王国が成立した。この合邦は形式的には対等とされていたが、新国家の議会や王宮など主な機関は旧イングランド王国に座することになり、イングランドによる不公平な併合であったと考えるスコットランド人が少なくない。
スコットランドは伝統的に労働党の支持者が多く、トニー・ブレア、ゴードン・ブラウンと2代続けてスコットランド出身の党首・連合王国首相を輩出しているが、先述の経緯からスコットランド独立を掲げる民族主義的なスコットランド国民党(SNP)も多くの支持を集めている。

### 2014年スコットランド独立住民投票
2014年9月に、スコットランド独立を問う住民投票が実施され、44.7％対55.3％で否決された。スコットランド以外のグレートブリテン及び北アイルランド連合王国諸国は反対派が明らかに多かった。

### ウェストミンスター議会

#### 2005年総選挙
2005年5月現在、スコットランドに割り当てられているイギリス議会（ウェストミンスター議会）下院の議席数は59である。2005年総選挙で各政党が獲得した議席数は次のようになった。
- 労働党 - 41議席
- 自由民主党 - 11議席
- スコットランド国民党 - 6議席
- 保守党 - 1議席

#### 2015年総選挙
2015年5月現在、スコットランドに割り当てられているイギリス議会（ウェストミンスター議会）下院の議席数は59である。2015年総選挙で各政党が獲得した議席数は次のようになった。
- 保守党 - 2議席
- 労働党 - 1議席
- スコットランド国民党 - 56議席

### スコットランド議会

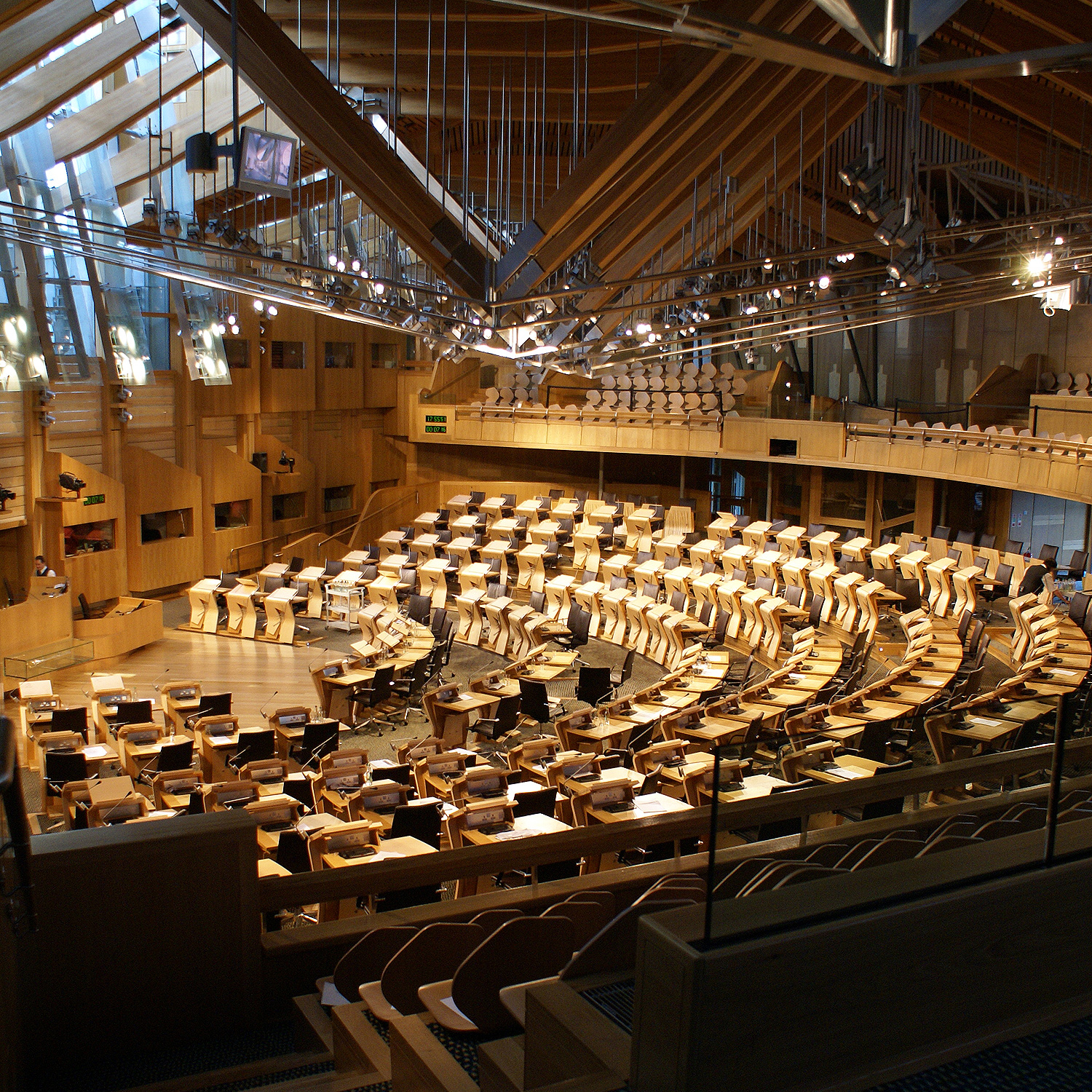
スコットランド議会

1707年の合同法でスコットランド議会は閉鎖され事実上廃止となったが、1998年スコットランド法の制定により1999年5月6日に1999年スコットランド議会総選挙を行い、再開された。スコットランド議会は一定範囲で所得税率を変更することができる他、スコットランド法でウェストミンスター議会留保事項と規定されている事柄以外について、独自の法令を成立させることができる。これまでに、福祉政策や狐狩り規制、公共施設内での禁煙などに関して、スコットランド独自の法令が施行されている。ウェストミンスター議会留保事項には、外交、軍事、財政・金融、麻薬取締り、移民の規制など、全国的に取り組む必要がある事柄が規定されている。

#### 2003年の選挙結果
2003年5月1日に開催され、圧倒的な労働党支持の中、スコットランド労働党党首ジャック・マコンネルが首相に任命された。
- 労働党 - 50議席
- スコットランド国民党 (SNP) - 27議席
- 保守党 - 18議席
- 自由民主党 - 17議席
- 緑の党 - 7議席
- スコットランド社会党 - 6議席
- その他 - 4議席

#### 2007年の選挙結果
2007年5月3日に開催され、スコットランド国民党が第一党の座を獲得。5月16日にはスコットランド国民党党首のアレックス・サモンドが首相に選出された。
- スコットランド国民党 (SNP) - 47議席
- 労働党 - 46議席
- 保守党 - 17議席
- 自由民主党 - 16議席
- 緑の党 - 2議席
- その他 - 1議席

#### 2011年の選挙結果

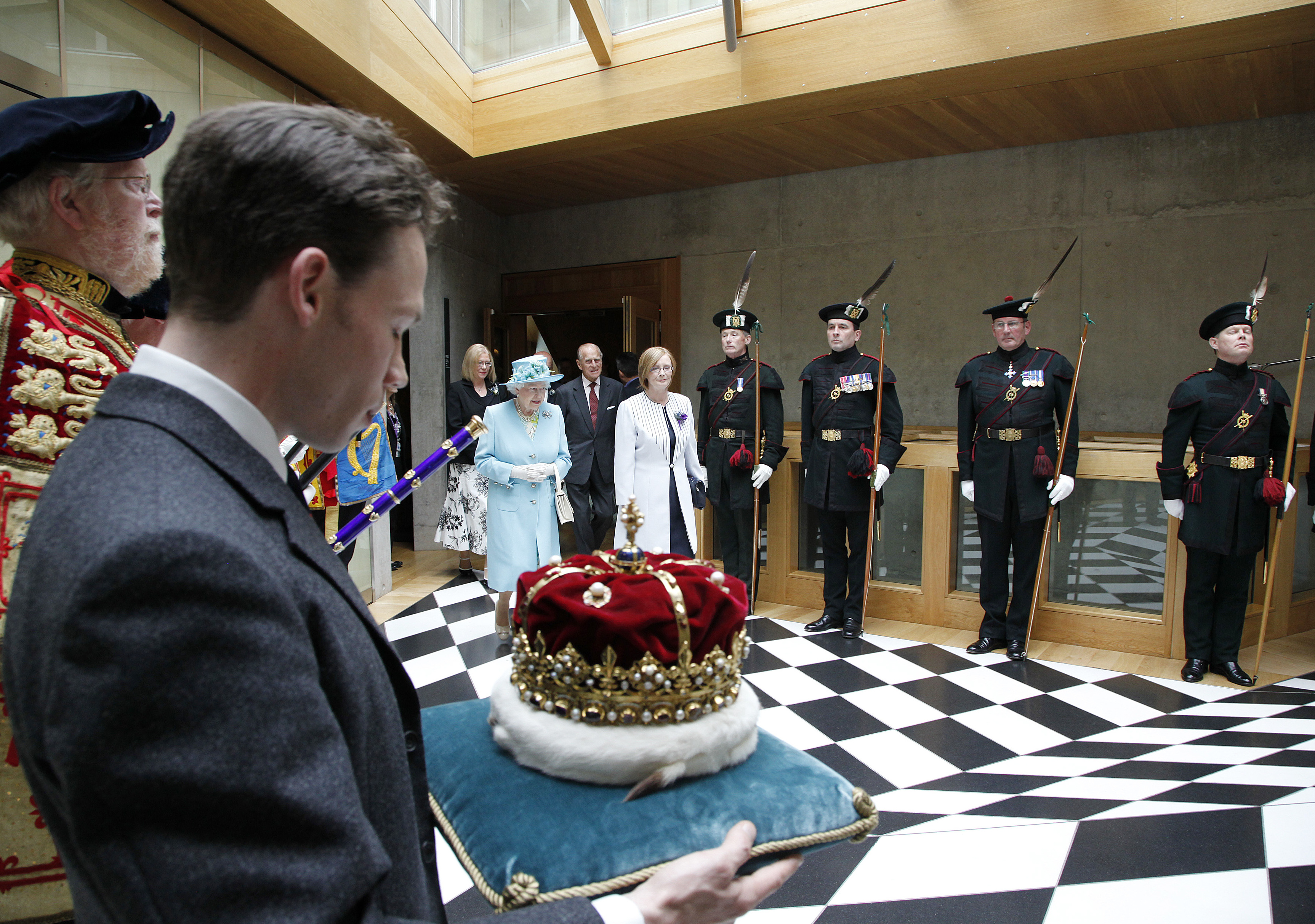
2011年7月1日、エリザベス2世女王が議会に登場

2011年5月5日に開催され、スコットランド国民党が過半数を獲得。党首アレックス・サモンドが首相に再選された。再開以来、初めて単一政党が過半数を獲得した。

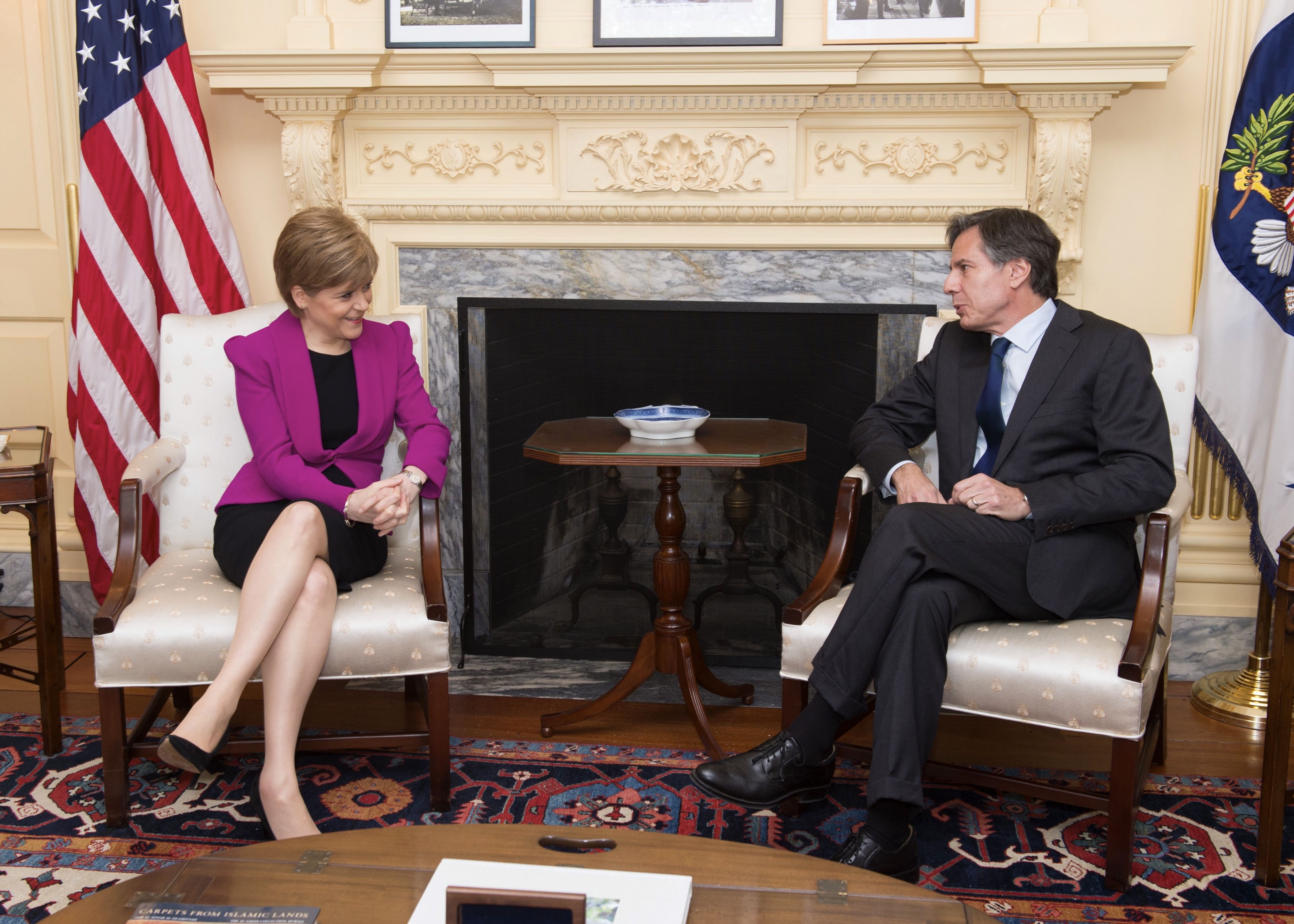
ニコラ・スタージョン自治政府首相 (左)

- スコットランド国民党 (SNP) - 69議席
- 労働党 - 37議席
- 保守党 - 15議席
- 自由民主党 - 5議席
- 緑の党 - 2議席
- その他 - 1議席

#### 2016年の選挙結果
- スコットランド国民党 (SNP) - 63議席、女性党首ニコラ・スタージョンが2014年11月から首相
- 保守党が最大野党。任期は本来4年であるが、それではたまたま英国議会選挙と重なるため、今期のみ任期を5年とされ、次回選挙は2021年5月に予定されている。

### エリザベス2世女王の呼称問題

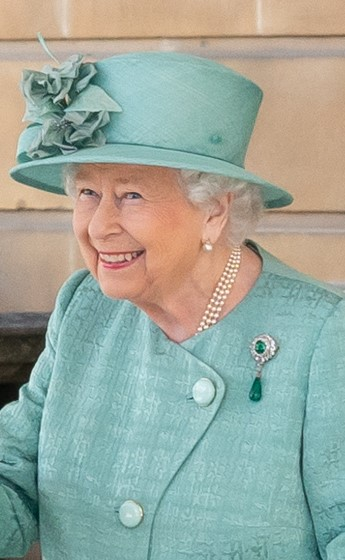
グレートブリテンおよび北アイルランド連合王国国王（1952年2月6日 - 2022年9月8日）
エリザベス2世女王

1952年2月6日にエリザベス王女が連合王国の国王（イギリスの君主）に即位した際、その呼称が「エリザベス2世女王 (Queen Elizabeth II)」となることをめぐって問題が生じた。というのも、イングランドには過去に同名の国王（エリザベス1世）がいたが、スコットランドには過去に同名の国王が存在していなかったので、イングランドを基準にすれば新国王の呼称は「エリザベス2世女王」であるが、スコットランドを基準にすれば新しい国王の呼称は「エリザベス（1世）女王 (Queen Elizabeth)」となるからである。
そこで、スコットランドの民族主義政党であるスコットランド国民党の指導的立場にいたジョン・マコーミックは、「新国王がスコットランドにおいて「エリザベス2世女王」と名乗ることは、1707年合同法違反だ」として裁判を起こした。裁判の結果はマコーミックの敗訴であった。「王がどう名乗るかは国王大権 (royal prerogative) に属することであり、マコーミックに裁判で争う権利は認められない」とされたのである。これでエリザベスはイングランドでもスコットランドでも「エリザベス2世女王」と堂々と名乗れるようになった。
エリザベス2世は後に将来においても発生し得るこの問題を公平に解決するための新基準を提案している。スコットランド基準とイングランド基準で呼称の「～世」の部分が異なる場合、数値が大きな方を採用するというものである。たとえば、将来ジェームズという名の王が即位する場合、イングランド基準では「ジェームズ3世男王 (King James III)」となるが、スコットランド基準では「ジェームズ8世男王 (King James VIII)」となるため、大きな方の「ジェームズ8世男王」を採用するというものである。ただし実際にこのようなことが起きたとしても、この基準を新国王ジェームズが採用するとは限らない。裁判所が表明したように、どう名乗るかは国王大権に属することであるから、「ジェームズ3世」と「ジェームズ8世」のどちらを名乗るかはそのジェームズに委ねられるからである。
この新基準は過去に遡って適用することが容易である。1707年以降この呼称上の問題が生じるイギリス国王は4人（ウィリアム4世、エドワード7世、エドワード8世、エリザベス2世）いるが、この新基準の適用を受けても4人の呼称はイングランド基準のままであり、変更の必要がないからである。
イギリスの郵便ポストには王の名が頭文字で刻印されているが、エリザベス2世即位後にスコットランドに設置された郵便ポストは王冠が描かれているのみで王の名は書かれていない。これは、彼女の呼称に不満を抱いた一部の過激な民族主義者がエリザベス2世の名が刻印された郵便ポストを破壊したり、「2世」の部分を削り取ったりしたためである。

### 法
スコットランド法は大陸法を基調とする。チャンネル諸島を除くブリテン諸島ではアイルランド共和国にいたるまで英米法を採用しており、スコットランドが唯一の大陸法社会である。

## 経済

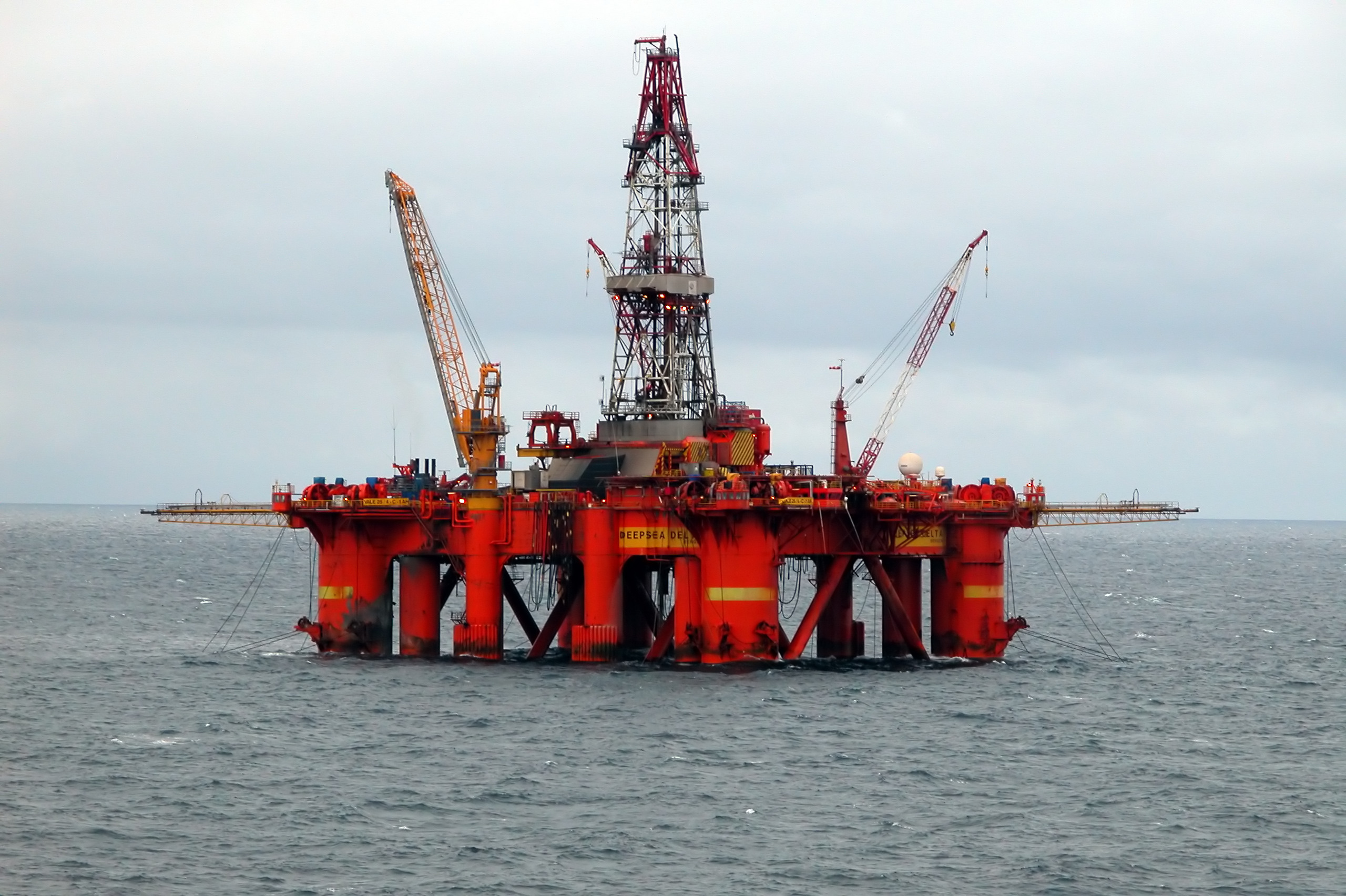
北海に位置する掘削装置

古くは石炭がスコットランドの主要産業であり、産業革命を支えた。
1960年代に北海油田が開発されると、漁港アバディーンは石油基地として大きな発展をとげた。石油資源の存在はスコットランド独立派の強みとなっている。
1980年代からは半導体産業や情報通信産業の誘致が盛んに行われており、スコットランド中部のIT産業の集積地帯はシリコングレンと呼ばれている。

## 文化

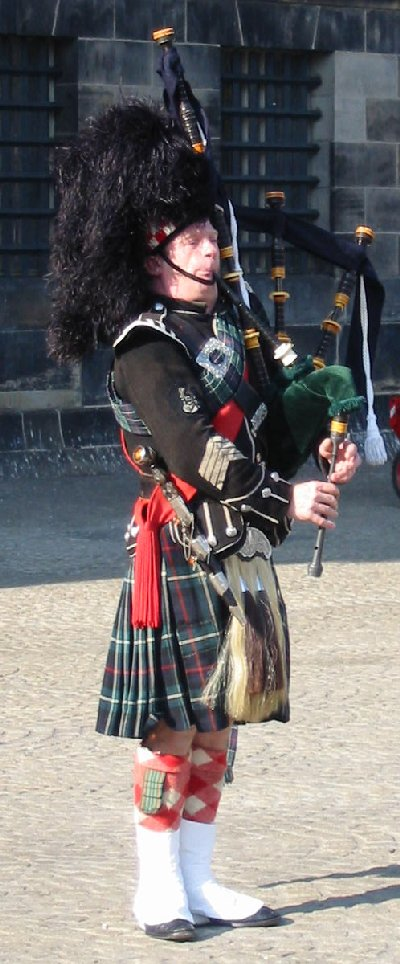
グレート・ハイランド・バグパイプを演奏するパイプ・メジャー

民族衣装として名高いタータンやキルトは、元々はハイランド地方の伝統衣装であった。ジャコバイト反乱（1715年の反乱、1745年の反乱）後、18世紀半ばに禁止された。その後、1822年にジョージ4世がスコットランド訪問の時にタータン柄のキルトを着用したため、スコットランド全域に広がった。
「経済学の父」ことアダム・スミス、詩人ロバート・バーンズ、作家ウォルター・スコット、シャーロック・ホームズの生みの親アーサー・コナン・ドイル、『宝島』や『ジキル博士とハイド氏』の作家ロバート・ルイス・スティーヴンソン、ジェームズ・ボズウェル、トーマス・カーライル、俳優のショーン・コネリー、ユアン・マクレガーなどはスコットランドの生まれである。
スコットランドは、産業革命以前より、科学・技術の中心地であったため、多くの科学者・技術者を輩出している。その発見・発明は、現代社会にはなくてはならないものが多い。電話を発明したグレアム・ベル、ペニシリンを発見したアレクサンダー・フレミング、蒸気機関を発明したジェームズ・ワット、ファックスを発明したアレクサンダー・ベイン、テレビを発明したジョン・ロジー・ベアード、空気入りタイヤを発明したジョン・ボイド・ダンロップ、道路のアスファルト舗装（マカダム舗装）を発明したジョン・ロウドン・マカダム、消毒による無菌手術を開発したジョゼフ・リスターなどはスコットランドの生まれである。
羊の内臓を羊の胃袋に詰めて茹でたハギスが有名。また、スコッチ・ウイスキーは定義上スコットランド産でなければならない。スコットランドには、100以上もの蒸留所があり、世界的にも愛好家が多い。
コリン・ジョイス（『驚きの英国史』NHK出版新書 2012年pp.79-83）ではイギリス人の生活を皮肉って次の物がすべてスコットランド人によるものだとしている。マーマレード、レインコート、自転車、タイヤ、乾留液（タールマック舗装）、蒸気エンジン、イングランド銀行、糊つき切手、タバコ、電話、ローストビーフ、アメリカ海軍、麻酔薬などである。『聖書』にもスコットランド人が最初に出てくるが、これはジェームズ6世が英訳を進めたからである。
スコットランドのシンボルとして、国章は「立ちあがるライオン」（Lion Rampant）で、国花はアザミである。「スコットランドの花 」(The Flower of Scotland) が事実上の「国歌」である。

## 宗教
カトリックとプロテスタントがほぼ拮抗している。公立学校も、カトリック校と無宗教校（事実上プロテスタント）に分かれている。これはスポーツの世界にも影響を及ぼしており、カトリック系住民が応援するセルティックFCとプロテスタント系住民が応援するレンジャーズFCと激しいライバル関係となってあらわれている。
| スコットランドにおける所属する宗教 | スコットランドにおける所属する宗教 | スコットランドにおける所属する宗教 | スコットランドにおける所属する宗教 | スコットランドにおける所属する宗教 |
| ---------------------------------- | ---------------------------------- | ---------------------------------- | ---------------------------------- | ---------------------------------- |
| 宗教/宗派                          | 現在の信仰する宗教                 | %                                  | 成長過程で信仰した宗教             | %                                  |
| スコットランド国教会               | 2,146,251                          | 42.4                               | 2,392,601                          | 47.3                               |
| 無宗教                             | 1,394,460                          | 27.5                               | 887,221                            | 17.5                               |
| カトリック                         | 803,732                            | 15.9                               | 859,503                            | 17.5                               |
| キリスト教その他宗派               | 344,562                            | 6.8                                | 424,221                            | 8.4                                |
| 宗教を明記せず                     | 278,061                            | 5.5                                | 422,862                            | 8.4                                |
| イスラム教                         | 42,557                             | 0.8                                | 42,264                             | 0.8                                |
| その他宗教                         | 26,974                             | 0.6                                | 8,447                              | 0.2                                |
| 仏教                               | 6,830                              | 0.1                                | 4,704                              | 0.1                                |
| シク教                             | 6,572                              | 0.1                                | 6,821                              | 0.1                                |
| ユダヤ教                           | 6,448                              | 0.1                                | 7,446                              | 0.1                                |
| ヒンドゥー教                       | 5,564                              | 0.1                                | 5,921                              | 0.1                                |
| Base/Total                         | 5,062,011                          | 100                                | 5,062,011                          | 100                                |

## スポーツ
スコットランドはゴルフの発祥の地としても知られ、セント・アンドルーズは聖地として世界中のゴルファーの憧れの地となっている。さらに冬季オリンピック競技としても有名なカーリングも、1511年の刻印のあるストーンが発見されており、スコットランドで15～16世紀に始まったとされる。そのため、国際大会の前には勇敢なるスコットランドが演奏される。

### サッカー
スコットランドではサッカーが圧倒的に1番人気のスポーツとなっており、1890年にサッカーリーグのスコティッシュ・フットボールリーグが創設された。
そこから分離する形で1998年にスコティッシュ・プレミアリーグが設立され、さらに2013年にはスコティッシュ・プレミアシップが発足している。スコットランドには「世界最大のサッカーダービー」とも言われる「オールドファーム・ダービー」が存在し、セルティックFCとレンジャーズFCによる激しいライバル関係は世界中に知られている。なお、オールドファームでゴールを決めた日本人選手は、中村俊輔、旗手怜央、前田大然、古橋亨梧の4名である。

### ラグビー
スコットランドではラグビーも人気スポーツの一つである。代表チームはラグビーワールドカップで、歴代9大会中7大会で決勝トーナメント進出しており、1991年大会では4位となった。2011年大会と2019年大会では、いずれもグループリーグ3位となった。2015年と2019年と日本代表戦が行われ、その間の2016年にも日本とのテストマッチが組まれている（2019年は日本勝利、他3回はスコットランド勝利）。さらに毎年2〜3月には、6か国対抗のシックスネイションズに参加している。なお、5ネイションズ時代の1999年を最後に優勝からは遠ざかっている。

## 行政区画

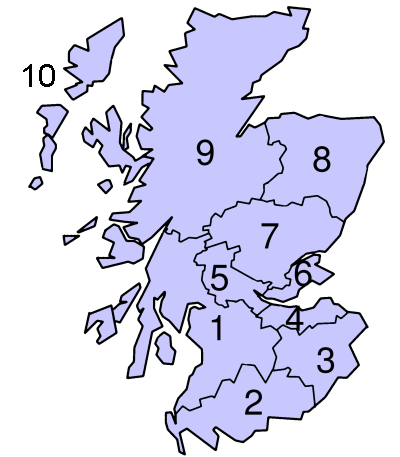

スコットランドを大きく分けると、「ハイランド地方」と「ローランド地方」の2つに区分することができる。

### リージョン（地方）
1973年～1996年までは、9つの地方と3つの島嶼部のリージョンに分けられていた。また、一部カウンシル・エリアと同地域もある。
現在も警察・消防など行政機関の中には、かつてのリージョンの区画を管轄区分に用いるものがある。
| 地図上のNo. | 地方・島嶼部                       | 中心都市                         | 面積 (ヘクタール) | 人口(人)  |
| ----------- | ---------------------------------- | -------------------------------- | ----------------- | --------- |
| 01          | ストラスクライド地方               | グラスゴー                       | 1,350,283         | 2,286,800 |
| 02          | ダンフリーズ･アンド･ガロウェイ地方 | ダンフリーズ                     | 639,561           | 147,900   |
| 03          | ボーダーズ地方                     | ニュータウン･セント･ボスウェルズ | 471,253           | 105,300   |
| 04          | ロージアン地方                     | エディンバラ                     | 171,595           | 750,600   |
| 05          | セントラル地方                     | スターリング                     | 263,455           | 272,900   |
| 06          | ファイフ地方                       | グレンロセス                     | 131,201           | 351,200   |
| 07          | テイサイド地方                     | ダンディー                       | 749,650           | 395,200   |
| 08          | グランピアン地方                   | アバディーン                     | 869,772           | 528,100   |
| 09          | ハイランド地方                     | インヴァネス                     | 2,539,759         | 206,900   |
| 10          | ウェスタンアイランズ地方 (島嶼部)  | ストーノーウェイ                 | 289,798           | 29,600    |
| 未表示      | シェトランド地方 (島嶼部)          | ラーウィック                     | 143,268           | 22,522    |
| 未表示      | オークニー地方 (島嶼部)            | カークウォール                   | 97,581            | 19,600    |

### カウンシル（州）

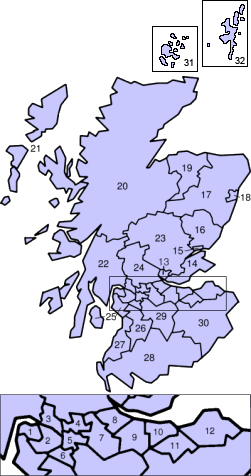

32のカウンシル・エリア (council area) に区分される。
| No. | カウンシル・エリア名                        | 行政中心地                         | 人口(2011年) | 面積(km²) | 人口密度 |
| --- | ------------------------------------------- | ---------------------------------- | ------------ | --------- | -------- |
| 1   | インヴァークライド                          | グリーノック                       | 81,500       | 160       | 509      |
| 2   | レンフルーシャー                            | ペイズリー                         | 174,900      | 261       | 670      |
| 3   | ウェスト・ダンバートンシャー                | ダンバートン                       | 90,700       | 159       | 570      |
| 4   | イースト・ダンバートンシャー                | カーキンティロッホ                 | 105,000      | 175       | 600      |
| 5   | グラスゴー                                  | -                                  | 593,200      | 175       | 3,389    |
| 6   | イースト・レンフルーシャー                  | ギフノック                         | 90,600       | 174       | 520      |
| 7   | ノース・ラナークシャー                      | マザーウェル                       | 156,000      | 297       | 525      |
| 8   | フォルカーク                                | フォルカーク                       | 156,000      | 297       | 525      |
| 9   | ウェスト・ロージアン                        | リヴィングストン                   | 175,100      | 427       | 410      |
| 10  | エディンバラ                                | -                                  | 476,600      | 259       | 1,840    |
| 11  | ミッドロージアン                            | ダルキース                         | 83,200       | 354       | 235      |
| 12  | イースト・ロージアン                        | ハッディントン                     | 99,700       | 679       | 146      |
| 13  | クラックマナンシャー                        | アロア                             | 51,400       | 159       | 323      |
| 14  | ファイフ                                    | グレンロス                         | 365,200      | 1,325     | 275      |
| 15  | ダンディー                                  | -                                  | 147,300      | 67        | 2,198    |
| 16  | アンガス                                    | フォーファー                       | 116,000      | 2,082     | 55       |
| 17  | アバディーンシャー                          | アバディーン                       | 253,000      | 6,313     | 40       |
| 18  | アバディーン                                | -                                  | 222,800      | 186       | 1,197    |
| 19  | マレー                                      | エルギン                           | 93,300       | 2,238     | 41       |
| 20  | ハイランド                                  | インヴァネス                       | 232,100      | 30,659    | 7        |
| 21  | アウター・ヘブリディーズ （西部島嶼）       | ストーノーウェイ                   | 27,700       | 3,071     | 9        |
| 22  | アーガイル・アンド・ビュート                | ロッホギルフェッド                 | 88,200       | 6,909     | 12       |
| 23  | パース・アンド・キンロス                    | パース                             | 146,700      | 5,286     | 27       |
| 24  | スターリング                                | スターリング                       | 90,200       | 2,187     | 41       |
| 25  | ノース・エアシャー (ノース・エアーシア)     | アーバイン                         | 138,200      | 885       | 156      |
| 26  | イースト・エアシャー (イースト・エアーシア) | キルマーノック                     | 122,700      | 1,262     | 97       |
| 27  | サウス・エアシャー (サウス・エアーシア)     | エア                               | 112,800      | 1,222     | 92       |
| 28  | ダンフリーズ・アンド・ガロウェイ            | ダンフリーズ                       | 151,300      | 6,426     | 23       |
| 29  | サウス・ラナークシャー                      | ハミルトン                         | 313,800      | 1,772     | 177      |
| 30  | スコティッシュ・ボーダーズ                  | ニュータウン・セント・ボスウェルズ | 113,900      | 4,732     | 24       |
| 31  | オークニー                                  | カークウォール                     | 21,400       | 990       | 21       |
| 32  | シェトランド                                | ラーウィック                       | 23,200       | 1,468     | 15       |

### 主要都市

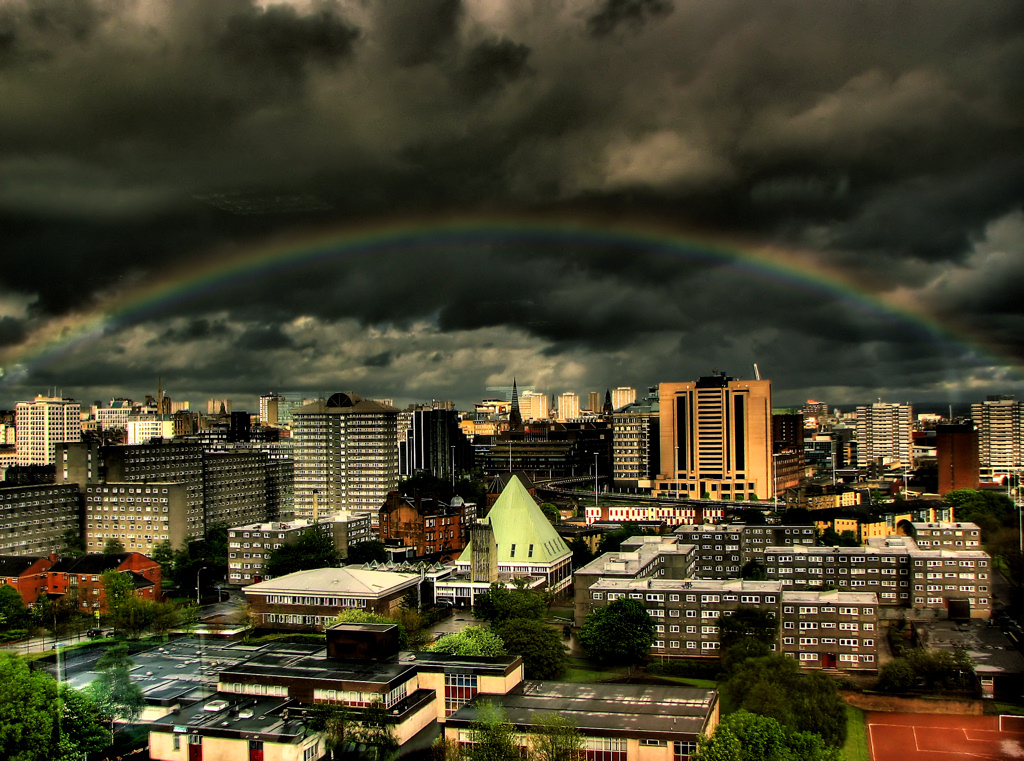
グラスゴー
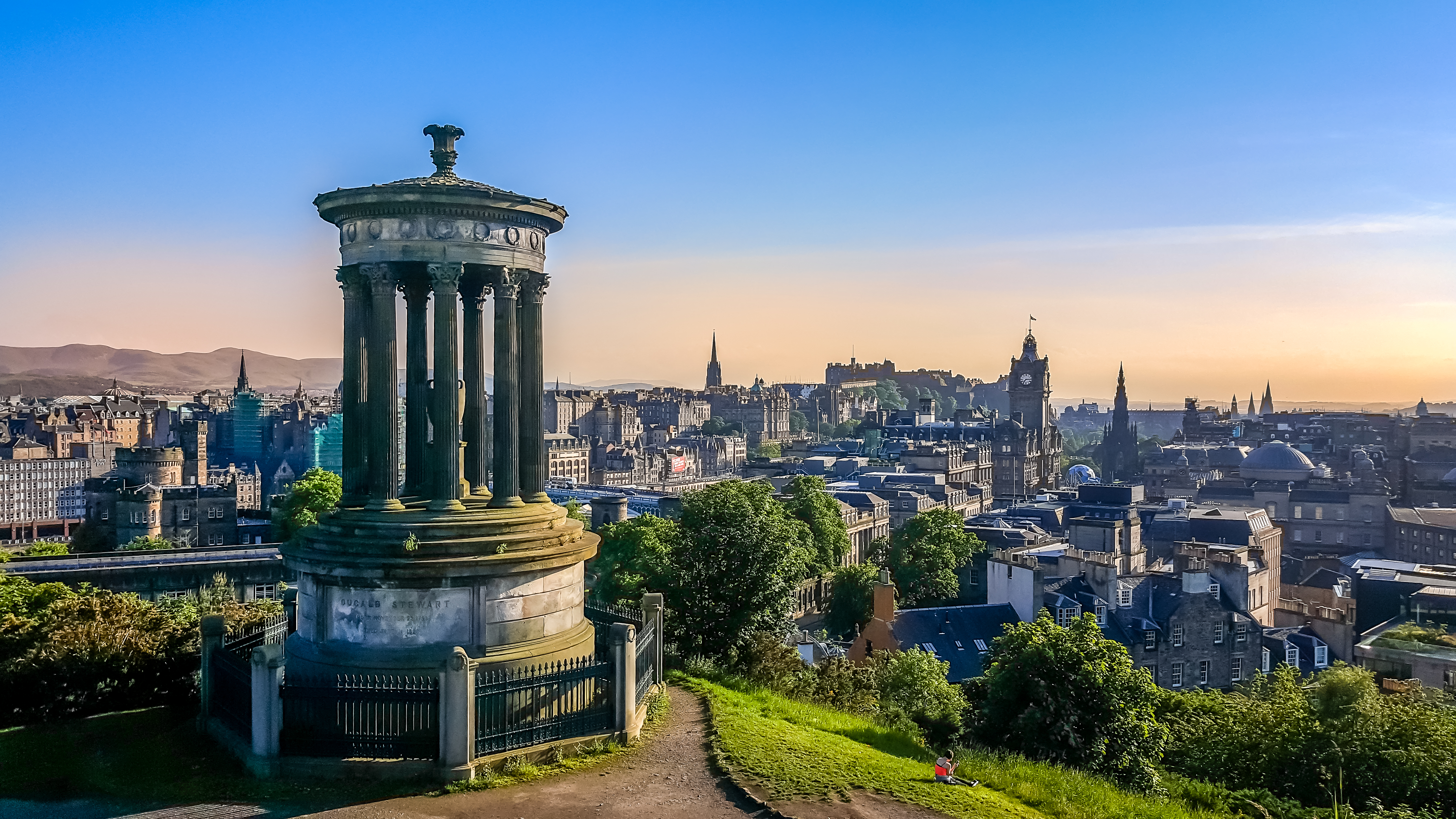
エディンバラ
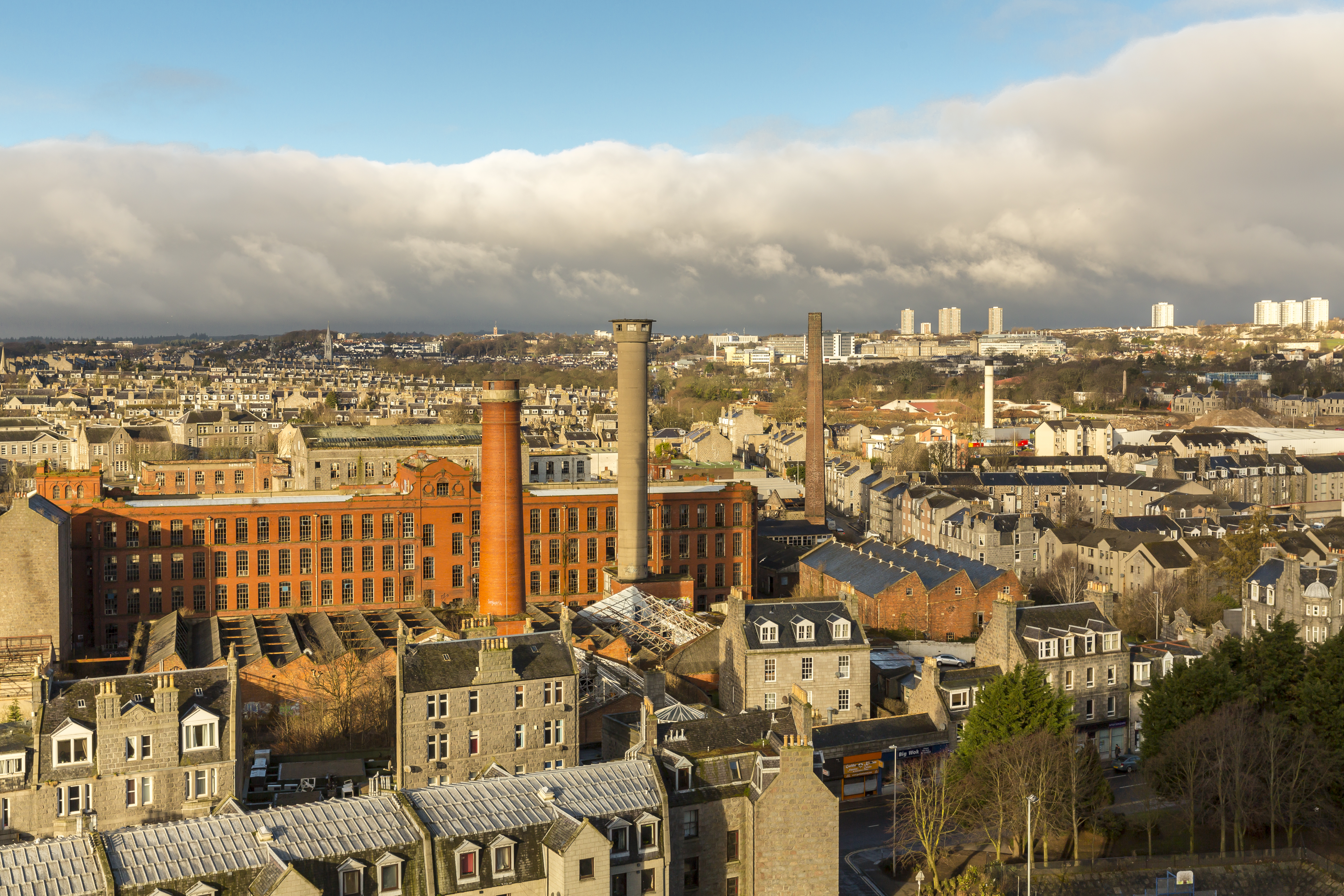
アバディーン
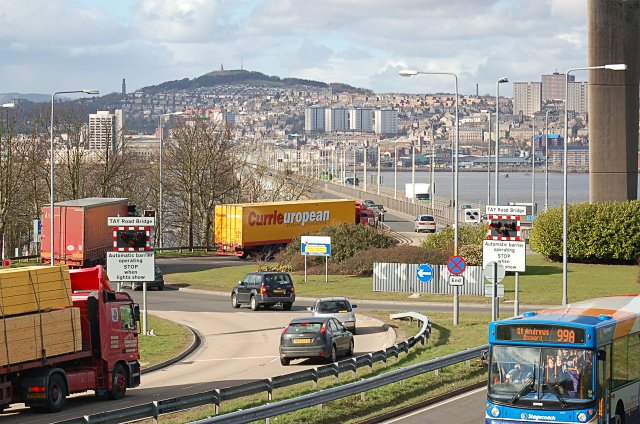
ダンディー
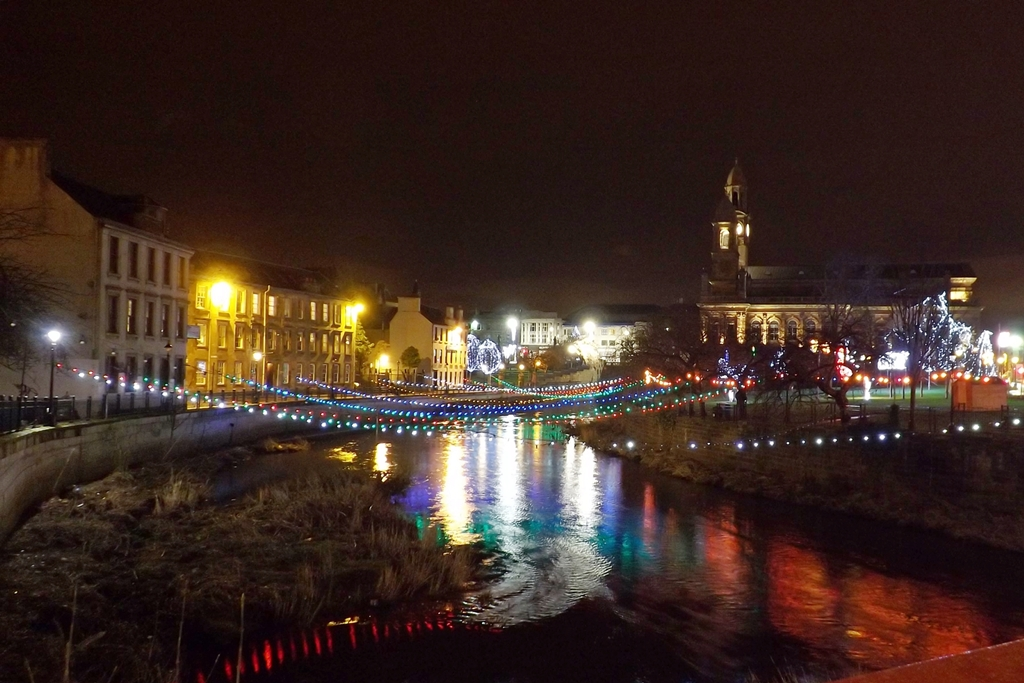
ペイズリー

その他の主な都市
- スターリング
- パース
- エア
- グリーノック
- ダンファームリン
- キルマーノック

## 教育
- セント・アンドルーズ大学
- グラスゴー大学
- エディンバラ大学
- アバディーン大学
- スターリング大学
- Sabhal Mòr Ostaig

## 日本との関係

### 姉妹都市
日本 - 都市名･自治体名
- 新潟県 - グラスゴー（ストラスクライド地方）
- 京都府 - エディンバラ（ロージアン地方）
- 北海道 余市町 - イースト･ダンバートンシャー州（ストラスクライド地方）
- 長崎県長崎市 - アバディーン（ハイランド地方）

## 著名な出身者
- アンドリュー・カーネギー - 実業家。アメリカの鉄鋼王、大富豪。莫大な財産を寄付し慈善活動を行ったことでも世界で知られる。
- アダム・スミス - 経済学者
- アンディ・マレー - テニス選手
- アンガス・ヤング - ギタリスト
- ウォルター・スコット - 詩人、作家
- デイヴィッド・ヒューム - 哲学者
- ジェームズ・リンド - 医師。壊血病とビタミンCの因果関係を突き止め、世界で初めて臨床試験による根拠に基づく医療を実践した。
- ジェームズ・クラーク・マクスウェル - 物理学者。電磁気学の基礎を作った（マクスウェルの方程式）。
- ウィリアム・トムソン - 物理学者。熱力学・電磁気学・流体力学などに貢献した。ケルヴィン卿。
- ウィリアム・ジャーディン - 船医、ジャーディン・マセソン商会創業者
- ジェームス・マセソン - 実業家、ジャーディン・マセソン商会創業者
- トーマス・ブレーク・グラバー - 実業家、グラバー商会（ジャーディン・マセソン商会長崎代理店）創業者。高島炭鉱経営者、三菱財閥相談役
- グラハム・ベル - 科学者、発明家
- アレクサンダー・フレミング - 細菌学者
- ジェームズ・ワット - 発明家、機械技術者
- デイヴィッド・リヴィングストン - 探検家
- ウィリアム・ラムゼー - 化学者
- ジェームズ・ハットン - 地質学者
- ジョゼフ・ブラック - 物理学者、化学者
- ジェームズ・フレイザー - 社会人類学者
- ブレンダン・ウィルソン - 哲学者、東京大学名誉教授
- アーサー・コナン・ドイル - 作家
- ロバート・ルイス・スティーヴンソン - 作家
- ロバート・バーンズ - 詩人
- トニー・ブレア - 政治家、第73代首相
- ゴードン・ブラウン - 政治家、第74代首相
- アレックス・ファーガソン - 元サッカー指導者
- シャーリー・マンソン - 歌手
- ショーン・コネリー - 俳優
- イアン・マクダーミド - 俳優
- ロバート・カーライル - 俳優
- ロビー・コルトレーン - 俳優
- ユアン・マクレガー - 俳優
- ジェラルド・バトラー - 俳優
- デイヴィッド・テナント - 俳優
- ジェイムズ・ディロン - 現代音楽作曲家
- ケイティー・タンストール - 歌手
- ケイティ・リューング - 女優
- デボラ・カー - 女優
- デビッド・クルサード - 元F1ドライバー
- ジャッキー・スチュワート - 元F1ドライバー、チームオーナー
- ポール・ディ・レスタ - 元F1ドライバー
- ジム・クラーク - 元F1ドライバー
- コリン・マクレー - 元WRCドライバー
- ジミー・マクレー - 元WRCドライバー
- アリスター・マクレー - 元WRCドライバー
- サムウェル・ロマーソン - 作家
- スーザン・ボイル - 歌手
- ジョン・バロウマン - 俳優
- ドリュー・マッキンタイア - WWE所属のプロレスラー
- イアン・ランキン - ミステリー作家
- エイミー・マクドナルド - 歌手
- ジェームズ・マカヴォイ - 俳優
- 竹鶴リタ - ニッカウヰスキー創業者である竹鶴政孝の妻。NHK連続テレビ小説『マッサン』のヒロイン「エリー」のモデル。
- ロッド・スチュワート - 歌手
- ケン・ブキャナン - 元プロボクシング統一世界ライト級王者
- ダレン・フレッチャー - サッカー選手
- アンドリュー・ロバートソン - サッカー選手
- トラヴィス - グラスゴー出身のロック・バンド
- ベイ・シティ・ローラーズ - メンバーの多くがエディンバラ出身のロック・バンド